# Glimmerfisch
Glimmerfische sind rautenförmige Einzelkristalle (asymmetrische Porphyroklasten) vorwiegend aus Glimmer (z. B. Muskovit), die aufgrund ihrer bevorzugten Ausrichtung in der Tektonik zur Bestimmung des Schersinns Verwendung finden. Ihre Längsachse bildet einen kleinen Winkel mit der mylonitischen Foliationsebene.

## Erstbeschreibung

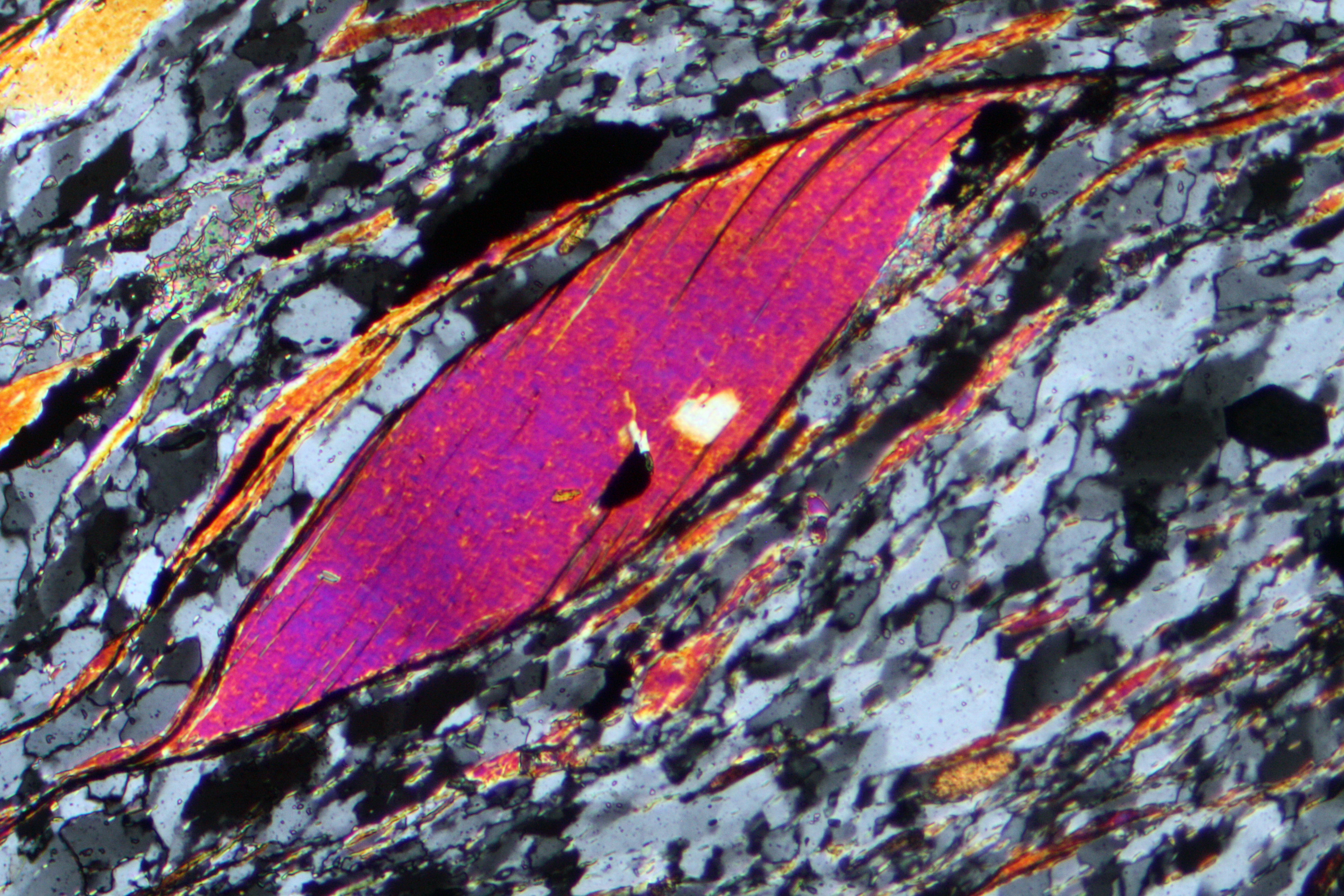
Dünnschliff mit einem Glimmerfisch der Gruppe 2 aus einem Quarzmylonit der italienischen Alpen. Rechtsverschiebender Schersinn.

Glimmerfische aus Nova Scotia wurden erstmals im Jahr 1970 von G. H. Eisbacher wissenschaftlich beschrieben.

## Einführung
Der Begriff Glimmerfisch, englisch mica fish,  bezieht sich auf das stromlinien-, fischförmige Äußere der Glimmerkristalle. Sie können auch die Gestalt von länglichen Rauten, Parallelogrammen oder Linsen annehmen. Von ihren Endpunkten gehen oft langgegezogene Spuren (englisch trails) aus kleinen Glimmerbruchstücken aus. Diese Spuren verlaufen zueinander parallel, werden aber durch den Glimmerfisch treppenartig zueinander versetzt (englisch stair-stepping).
Der Winkel der Glimmerfisch-Längsachsen mit der mylonitischen Foliation kann um bis zu 40° variieren, beträgt aber durchschnittlich nur 13°. Der Winkel der basalen (001)-Ebenen zur Foliation erreicht im Durchschnitt nur 11°, kann aber in sehr seltenen Fällen um nahezu 50° variieren.

## Vorkommen
Glimmerfische treten recht häufig in Myloniten, Ultramyloniten und mylonitisierten Gneisen auf. Die Mylonite sind in der Regel aus glimmerreichen Quarziten hervorgegangen. Glimmerfischhaltige Quarzite können als Spezialform unter S-C-Mylonite eingereiht werden. S-C-Strukturen zeichnen sich durch zwei Foliationsebenen aus, den S- und den C-Flächen. Die S-Flächen (von französisch schistosité) stellen eine schräge Foliation dar, entstanden durch akkumulierte Verformungen der einzelnen Körner, wohingegen an den C-Flächen (von französisch cisaillement) tatsächlicher gleitender Versatz stattfand.
Glimmerfischstrukturen treten nicht nur in Glimmern wie Muskovit, Biotit, Phengit und Chlorit auf, sondern erscheinen auch bei anderen Mineralen wie beispielsweise Turmalin, Allanit, Leukoxen, Feldspäte (Alkalifeldspat und Plagioklas), Amphibol (Hornblende), Diopsid, Granat, Pyroxene (Hypersthen), Disthen, Sillimanit, Staurolith, Epidot, Apatit, Rutil, Hämatit, Pyrit, Graphit, Calcit und Quarz.
Aufgrund der Vielseitigkeit der Fischstrukturen können diese jetzt mit ihrem Mineralnamen spezifiziert werden, beispielsweise als Leukoxen-Fisch, oder werden seit dem Jahr 2000 auch als Mineralfisch (englisch mineral fish) bezeichnet.

## Entstehung
Die Entstehung der Glimmerfische ist nach wie vor nicht restlos geklärt, dürfte aber auf folgenden Prozessen bzw. auf einer Kombination derselben beruhen:
- intrakristalline Deformation wie vor allem basisparalleles Gleiten (Treagus und Lan, 2003)[9]
- Festkörperrotation
- Verbiegen und Verfalten von Glimmerkristallen (erkennbar am undulösen Auslöschen)
- Korngrößenverringerung (englisch grain size reduction) durch Rekristallisation an den Rändern oder durch Losreißen von Bruchstücken
- Drucklösung (englisch pressure solution) in Begleitung örtlichen Wachstums, insbesondere an den Rändern erfolgt Niederschlag gelösten Materials

Möglicherweise kommt auch noch Mikroboudinierung beim Zerkleinerungsprozess größerer Fische in Frage. Dem widersprechen jedoch Mikrofalten und Knicke (englisch kinks) entlang der Längsachsen – Anzeichen dafür, dass die Glimmerfische verkürzt und nicht gedehnt wurden. Es sieht vielmehr so aus, dass die Spitzen der Glimmerfische isoklinal verfaltet wurden und dann an ihrem Scharnier abbrachen.

## Typologie
An Dünnschliffen konnten ten Grotenhuis und Kollegen (2003) insgesamt 6 verschiedene Glimmerfischgruppen unterscheiden. Bei Gruppen 1, 2, 3 und 6 liegt die Glimmerbasisebene (001) parallel zur Scherebene (C), bei Gruppen 4 und 5 steht sie hierzu senkrecht. Der einfachste Typus findet sich in Gruppe 3 (Häufigkeit 25 %), bei der durch Scherung entlang der individuellen (001)-Ebenen die endgültige Rautenform erzielt wird. Ganz ähnlich verläuft die Entwicklung der Gruppe 1 (Häufigkeit 33 %), die aber überdies eine zusätzliche Rückrotation erfährt, so dass die Basisebenen jetzt schräg stehen. Gruppe 2 (Häufigkeit 19 %) entwickelt sich wie Gruppe 1, wird aber durch konzentrierte Scherung an den Unter- und Oberenden der Fische noch abgeschrägt. Bei Gruppe 4 (Häufigkeit 8 %) werden die steilstehenden Basisebenen durch einfache Scherung in die Scherrichtung rotiert, die Rautenform stellt sich dann durch antithetisches Gleiten an den individuellen Basisebenen ein (nach dem Bücherregalmechanismus, englisch bookshelfing). Gruppe 5 (Häufigkeit 5 %)  hat eine ähnliche Entwicklung wie Gruppe 4, jedoch zeigen bei ihr Unter- und Oberränder eine abgerundete Form, die wahrscheinlich durch Abscherung mittels synthetischer Scherbänder des C'-Typus erzielt wurde. Die etwas aus der Reihe fallende Gruppe 6 (Häufigkeit 5 %) wurde wahrscheinlich unter Zugfaltung (englisch drag folding) mittels Scherbänder des C'-Typus gebogen und ausgelängt. Rund 5 % der beobachteten Glimmerfische gehören keiner der aufgeführten 6 Gruppen an.

## Verwendung
Trotz ihrer sehr unterschiedlichen Typen sind Glimmerfische generell ein verlässlicher Schersinnindikator. Ihre Schräglage (S) gegenüber der mylonitischen Foliation oder Scherbändern (C) zeigt in die Scherrichtung. Der Schersinn kann auch an den treppenartigen Spuren abgelesen werden. Ihr monoklines Äußeres mit einer gebogenen und einer geraden Seite verrät ebenfalls die Scherrichtung. Eine Ausnahme stellt Gruppe 6 dar, die einen entgegengesetzten Schersinn vermuten lässt.